# Celastrus pachyrhachis
Celastrus pachyrhachis är en benvedsväxtart som beskrevs av Lundell. Celastrus pachyrhachis ingår i släktet Celastrus och familjen Celastraceae. Inga underarter finns listade.